# Daniel Velasques
Daniel Velasques (Francia, 11 de diciembre de 1943) es un atleta francés retirado, especializado en la prueba de 4 × 400 m en la que llegó a ser medallista de bronce olímpico en 1972.

## Carrera deportiva
En los JJ. OO. de Múnich 1972 ganó la medalla de bronce en los relevos 4x400 metros, con un tiempo de 3:0065 segundos, llegando a meta tras Kenia (oro) y Reino Unido (plata), siendo sus compañeros de equipo: Gilles Bertould, Francis Kerbiriou y Jacques Carette.